# Heierlöh
Heierlöh ist ein Ort in der Gemeinde Marienheide im Oberbergischen Kreis in Nordrhein-Westfalen.

## Lage und Beschreibung
Heierlöh liegt am nördlichen Ortsrand von Marienheide im Tal der Wupper. Nachbarorte sind Hinterscharde und Schmitzwipper.

## Geschichte
Ab der Preußischen Uraufnahme des Jahres 1840 ist der Ort unter der Bezeichnung „Heierlöh“ in topografische Karten verzeichnet.

## Busverbindungen
Über die nahe der Ortschaft an der B256 gelegene Haltestelle Rüggeberg der Linien 336 und 399 (VRS/OVAG) ist Heierlöh an den öffentlichen Personennahverkehr angebunden.